# Gens Hosídia
La gens Hosídia (llatí: Hosidia gens) va ser una gens romana d'origen plebeu que apareix cap al final de la República i durant els primers segles de l'Imperi. La major part dels seus membres portaren el cognomen de Geta.
Membres destacats d'aquesta gens foren:
- Gai Hosidi Geta, cavaller romà proscrit el 43 aC
- Hosidi Geta, poeta tràgic romà
- Gneu Hosidi Geta, cònsol el 49 dC